# Singing the Bruise
Singing the Bruise (The BBC Sessions, 1970-72) is het 21e album van de Britse progressieve-rockmusicus Kevin Ayers. 
Op het album staan opnamen van 10 februari 1970 (eerste twee nummers), van 20 mei 1970 (nummers drie  en vier), van 9 juni 1970 (nummers vijf tot en met zeven) en van 17 mei 1972 (de laatste vijf nummers).

## Tracklist
Alle muziek en teksten zijn geschreven door Kevin Ayers, tenzij anders aangegeven. 
| 1.                 | Why Are We Sleeping?                       | 8:54  |
| 2.                 | The Hat Song                               | 3:15  |
| 3.                 | Gemini Chile                               | 3:15  |
| 4.                 | Lady Rachel                                | 6:21  |
| 5.                 | Derby Day                                  | 3:08  |
| 6.                 | Interview                                  | 1:00  |
| 7.                 | We Did It Again                            | 11:40 |
| 8.                 | Butterfly Dance                            | 3:38  |
| 9.                 | Whatevershebringswesing                    | 7:46  |
| 10.                | Falling in Love Again (Connelly/Hollander) | 3:30  |
| 11.                | Queen Thing                                | 0:54  |
| Totale duur: 56:23 |                                            |       |

## Bezetting
- Kevin Ayers - zang, gitaar

Met (nummer 1-2):
- Hugh Hopper - basgitaar
- Mike Ratledge - orgel
- Elton Dean - altsaxofoon
- Lol Coxhill - sopraansaxofoon
- Robert Wyatt - drums, achtergrondzang
- Lyn Dobson - dwarsfluit
- David Bedford - piano
- Nick Evans - trombone

(nummer 3-7): The Whole World
- Mike Oldfield - gitaar, basgitaar
- David Bedford - piano
- Lol Coxhill - saxofoon
- Mick Fincher - drums

(nummer 8-12): Archibald
- Archie Leggett - basgitaar, zang